# Bernissartia fagesii
Bernissartia fagesii Dollo, 1883 è una specie estinta di coccodrillo, vissuto nel Cretacico inferiore (circa 120 milioni di anni fa). I suoi resti sono stati rinvenuti in Europa occidentale.

## Descrizione
Lungo circa 60 centimetri, questo animale viveva nei grandi delta dei fiumi europei nel Cretaceo inferiore; il corpo di Bernissartia era snello e allungato, così come le zampe. Benché il cranio ricordasse molto quello dei coccodrilli odierni, la dentatura era differente: i denti a punta ottusa non erano in grado di arpionare prede scivolose come i pesci, e si ritiene che questo animale fosse un abituale divoratore di molluschi dal guscio duro. Molti resti di questo coccodrillo sono stati rinvenuti nel giacimento belga di Bernissart, dove sono stati rinvenuti anche un altro coccodrillo fossile (Goniopholis) e soprattutto un gran numero di scheletri di Iguanodon.
Bernissartia, benché simile ai coccodrilli attuali, non può essere considerato un vero “coccodrillo”, ma è posto comunque vicino al gruppo delle forme odierne. Un animale molto simile, vissuto anch'esso in Europa nel Cretaceo inferiore, è Koumpiodontosuchus.

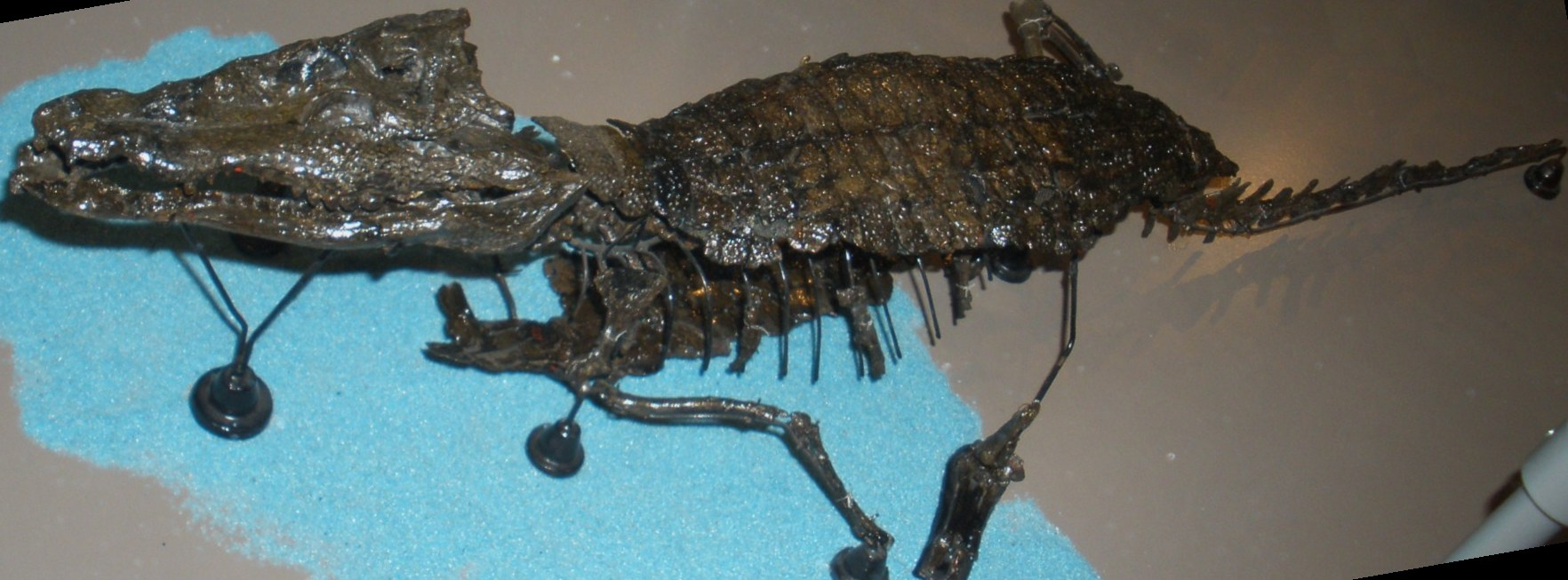
Fossile di Bernissartia fagesii.